# Рудникове електрообладнання

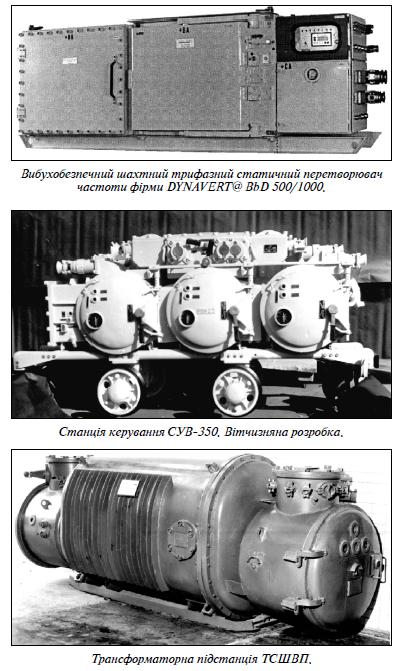

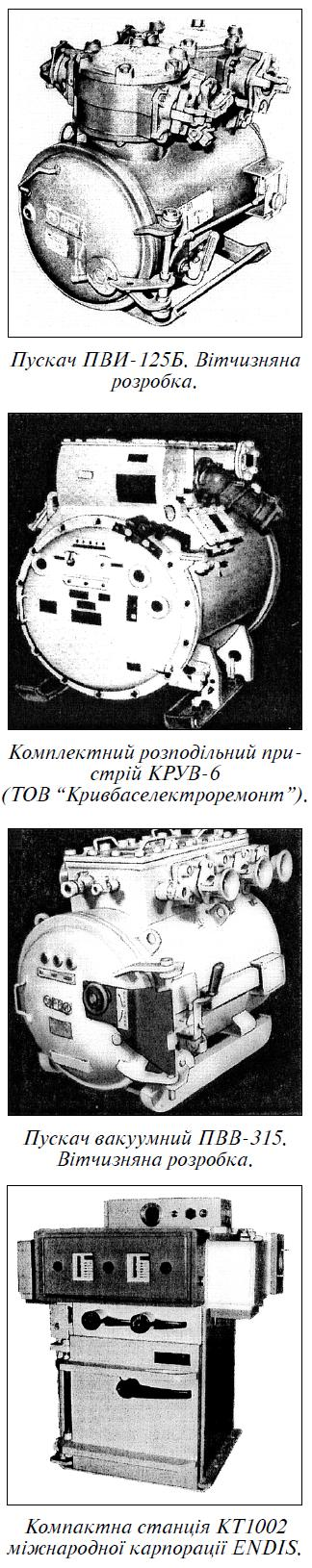

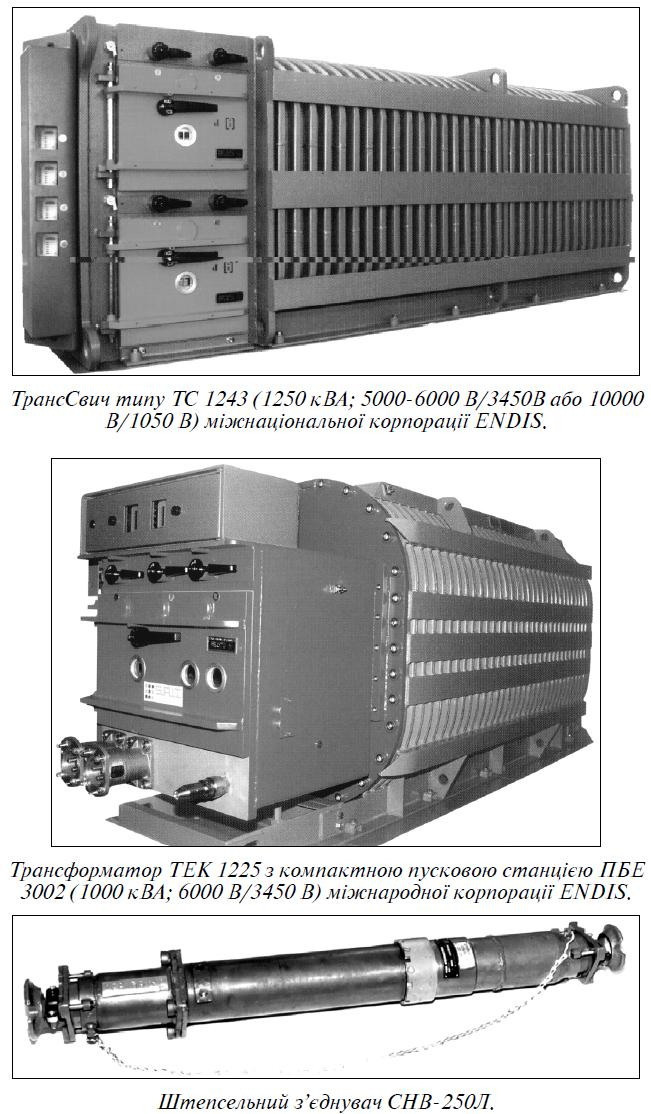

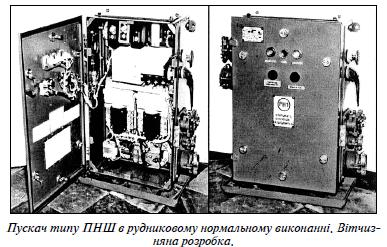

Рудникове електрообладнання (рос. рудничное электрооборудование, англ. mine electrical equipment; нім. elektrische Bergbauausrüstung) — спеціальне електрообладнання, призначене для рудників і шахт, яке виконує функції розподілу, перетворення, передачі та споживання електричної енергії в умовах експлуатації з підвищеною небезпекою.

## Загальна характеристика
Рудникове електрообладнання в залежності від специфіки і технологічних умов застосування, які визначаються «Правилами безпеки у вугільних шахтах», поділяється на рудникове нормальне і рудникове вибухозахищене електрообладнання. Р.е. включає спеціальні вибухозахисні оболонки, іскровий та ін. захисти.
Р.е. класифікують за рівнем та видом вибухозахисту. Рівень вибухозахисту визначає ступінь вибухозахисту, а вид — сукупність конструктивних засобів з винятком можливості спалаху оточуючого вибухонебезпечного середовища.

## Класифікація
В залежності від рівня вибухозахисту розрізняють наступне Р.е.:
- рудникове нормальне електрообладнання (РН), яке не має спеціальних засобів вибухозахисту, але, на відміну від загальнопромислового електрообладнання, виконане з урахуванням специфічних потреб, які висуваються до ізоляції, шляхів витоку, зазорів, пило-, вологозахисту та ін.;
- рудникове електрообладнання підвищеної надійності проти вибуху (РП), у якому вибухозахист забезпечується тільки в нормальних умовах експлуатації;
- рудникове вибухобезпечне (РВ), у якому вибухозахист забезпечується як у нормальному режимі роботи, так і в аварійних режимах пошкоджень, крім пошкодження засобів вибухозахисту. В залежності від величини напруги вибухозахищене електрообладнання поділяють на класи РВ1В (до 100 В), РВ2В (до 220 В), РВ3В (до 1140 В), РВ4В (понад 1140 В);
- рудникове особливовибухобезпечне електрообладнання (РО), в якому, в порівнянні з вибухобезпечним, прийняті додаткові засоби вибухозахисту, які забезпечують безпеку експлуатації при будь-яких пошкодженнях.

## Рівень вибухозахисту електрообладнання
Рівень вибухозахисту електрообладнання (рос. уровень взрывозащиты электрооборудования, англ. degree of explosion protection of electrical equipment, нім. Stand m des Explosionsschutzes der Elektroausrüstung) — ступінь вибухозахисту електрообладнання при встановлених нормативними документами умовах.
Рудникове вибухозахищене електрообладнання у залежності від рівня вибухозахисту поділяється на:
- електрообладнання підвищеної надійності проти вибуху,
- вибухобезпечне електрообладнання;
- особливовибухобезпечне електрообладнання.

## Характеристики і застосування
Галузь та умови застосування Р.е. регламентуються Правилами безпеки у вугільних шахтах. Виконується вибухобезпечне електрообладнання переважно в металевих оболонках, які мають підвищену механічну міцність та щілинний (фланцевий) захист проти передачі вибуху в оточуюче середовище, який також перешкоджає проникненню в оболонки вологи та пилу. Особливістю такого виду захисту є те, що вибухозахист оболонок при нормальному режимі експлуатації та імовірних пошкодженнях забезпечується завдяки нерозбірності конструкції та застосуванню комбінованих методів вибухозахисту.
В залежності від призначення та величини напруги Р.е. поділяють на високовольтне (6000 В) та низьковольтне (до 1140 В). До високовольтного електрообладнання належить комплектні розподільні пристрої, які являють собою комплект електротехнічних виробів, що знаходяться у вибухозахисній оболонці і дозволяють керувати, захищати та контролювати приєднану мережу електроспоживачів. Випускаються і застосовуються як одиничні, так і групові комплектні розподільні пристрої з рівнем вибухозахисту РН (КРУРН-6 ввідні, секційні та відвідні), РП (РВД-6) і РВ-4В (КРУВ-6 і УК-6). Як комутаційні апарати у вищезазначених комплектних розподільних пристроях застосовуються масляні вимикачі, повітряні (ВЕВ-6) і вакуумні вимикачі та контактори типу КВТ-400. На базі останніх, а також на базі повітряних контакторів КВ-2М випускаються високовольтні реверсори РВВ-6/10 та РВ-2М для керування електродвигунами підіймальних машин.
Іншим найбільш розповсюдженим видом високовольтного обладнання є трансформатори та трансформаторні підстанції потужністю від 100 до 1000 кВА. Трансформатори випускаються вибухозахищеними — ТСВ (трансформатор сухий вибухобезпечний), а трансформаторні підстанції — як у вибухозахищених корпусах типу ТКШВП, ТСШВП, ТСВП і КТПВ, так і у виконанні РН — підстанції типу ПСКТП. Особливістю даних трансформаторних підстанцій є те, що в одному апараті поєднуються елементи електрообладнання високої і низької напруги. Для привода насосів головних водовідливів застосовуються високовольтні вибухозахищені електродвигуни серії ВАО потужністю від 250 до 1200 кВт на 1500 об/хв та типу АЗМВ потужністю 800, 1000 та 1200 кВт на 3000 об/хв.
Вибухозахищене електрообладнання низької напруги представлене:
— автоматичними вимикачами в РВ-виконанні АВ-400ДО, АВ-250ДО, АВ-400Р та в РН-виконанні ВРН-200 та ВРН-100;
— магнітними пускачами в РВ-виконанні — ПВИ32÷ПВИ-320, ПРВИ32÷ПРВИ160, ПРВИ250÷ПРВИ400, ПВР-250/315Р, ПВИР-63 та ін. і в РН-виконанні — ПРН-63, ПРН125;
— комплектними пристроями керування в РВ-виконанні — СУВ-350АВ, КУУВ-350, КУУВМ-400, КУУВК-400, КУУВ-500, КУУВ-ВСП;
— вибухозахищеними джерелами живлення ИПШ-2;
— штепсельними з'єднувачами СНВ-63÷СНВ-320, вибухозахищеними постами керування, кабельними ящиками, пусковими пристроями та ін.;
— електродвигунами потужністю 0,37—315 кВт серій АИУ, АИУМ, ВР, 2В, ВРП, ВАО, ЕДКОФ, ВАОК, ЕКВ, ЕДКО та ін.
Застосування Р.е. дозволяє застосовувати електроенергію в небезпечних умовах експлуатації і забезпечує високу надійність, безпеку та економічність його роботи.

## Окремі різновиди

### Рудникове вибухобезпечне електрообладнання
Рудникове вибухобезпечне електрообладнання (рос. рудничное взрывобезопасное электрооборудование, англ. mine intrinsically safe (explosionproof) electrical equipment; нім. schlagwettergeschützte elektrische Bergbauausrüstung f) — різновид рудникового вибухозахищеного електрообладнання, в якому вибухозахист забезпечується як при нормальному режимі роботи, так і при визнаних імовірних пошкодженнях, які визначаються умовами експлуатації, крім пошкоджень засобів вибухозахисту. Визнані імовірні пошкодження електрообладнання наведені у стандартах на види вибухозахисту електрообладнання. Рудникове обладнання у вибухобезпечному виконанні призначене для застосування в шахтах, небезпечних за газом і пилом, у пересувних установках, а також у місцях, де поява небезпечної концентрації метану є реальною.

### Рудникове вибухозахищене електрообладнання
Рудникове вибухозахищене електрообладнання (рос. рудничное взрывозащищенное электрооборудование, англ. mine explosion-proof electrical equipment, нім. explosionsgeschützte elektrische Bergbauausrüstung f) — рудникове електрообладнання, в якому передбачені конструктивні заходи з метою усунення або зменшення можливості займання зовнішнього вибухонебезпечного середовища. В рудниковому вибухозахищеному виконанні випускаються всі види електрообладнання, необхідного для рудників та шахт: трансформатори, пересувні трансформаторні підстанції, пускові агрегати, автоматичні вимикачі, пускачі, електродвигуни, ліхтарі, апаратура управління, сигналізації та зв'язку і т. д. Маркування Р.в.е. — знак, який наносять рельєфно на зручному, доступному для огляду місці оболонки електрообладнання або на табличці, яку закріплюють на оболонці. Маркування Р.в.е. включає: 1) знак рівня вибухозахисту: РП — для електрообладнання підвищеної надійності проти вибуху; РВ — для вибухобезпечного електрообладнання; РО — для особливовибухобезпечного електрообладнання; 2) знак різновиду вибухозахисту: 1В, 2В, 3В, 4В — вибухонепроникна оболонка; при цьому вказується один із знаків для електрообладнання, яке поділяють на вказані підгрупи по відношенню до дугового короткого замикання. 3) Іа, Ів, Іс — іскробезпечний електричний ланцюг; вказується один зі знаків в залежності від рівня вибухозахисту електричного ланцюга (Іа — особливовибухобезпечний рівень, Ів — вибухобезпечний рівень, Іс — підвищена надійність проти вибуху). П — захист виду «е» (підвищена надійність); М — масляне заповнення оболонки; К — кварцове заповнення оболонки; А — автоматичне захисне відключення; С — спеціальний різновид вибухозахисту. Рівні вибухозахисту рудникового електрообладнання РП та РВ можуть бути забезпечені шляхом будь-якого вказаного вище різновиду вибухозахисту. Рівень РО може бути забезпечений шляхом іскробезпечного електричного ланцюга, спеціального вибухозахисту електрообладнання або шляхом дублювання будь-яких інших вище вказаних різновидів вибухозахисту.

### Рудникове електрообладнання підвищеної надійності проти вибуху
Рудникове електрообладнання підвищеної надійності проти вибуху (рос. рудничное электрооборудование повышенной надежности против взрыва, англ. mine explosion-proof electrical equipment of improved reliability, нім. elektrische Bergbauausrüstung f mit erhöhter Explosionssicherheit) — рудникове вибухозахищене електрообладнання, в якому вибухозахист забезпечується тільки у визнаному нормальним режимові роботи. Нормальний режим електрообладнання — режим роботи електрообладнання, при якому значення його параметрів дорівнюють номінальним. Рудникове електрообладнання у виконанні підвищеної надійності призначається для застосування в стаціонарних установках в основних та відкатних виробках шахт небезпечних за газом та пилом, що омиваються свіжою струминою повітря за рахунок загальношахтної депресії за винятком виробок з суфлярним виділенням метану, або коли шахта віднесена до небезпечної за раптовими викидами.

### Рудникове нормальне електрообладнання
Рудникове нормальне електрообладнання (рос. рудничное нормальное электрооборудование, англ. standard mine electrical equipment, нім. normale elektrische Bergbauausrüstung f) — рудникове електрообладнання, яке не має елементів вибухозахисту, але облаштоване всіма видами захисту, які забезпечують надійність і безпеку його експлуатації. Р.н. е. призначене для експлуатації в різних галузях промисловості в підземних виробках рудників та шахт, безпечних за вибухами газу, парів або(та) пилу, а також на свіжій струмині в стовбурах, пристовбурних виробках зі свіжим струменем повітря і камерах стаціонарних установок, які провітрюються свіжим струменем повітря за рахунок загальношахтної депресії шахт, небезпечних за газом або пилом, за винятком випадків, коли поблизу цих виробок є постійне виділення метану (суфляр) або коли шахта віднесена до небезпечної за раптовими викидами вугілля, породи та газу. В рудниковому нормальному виконанні для рудників та шахт випускаються трансформатори, автоматичні вимикачі, пускачі, електродвигуни, ліхтарі, апаратура управління, сигналізації та зв'язку і т. д.

### Рудникове особливовибухобезпечне електрообладнання
Рудникове особливовибухобезпечне електрообладнання (рос. рудничное особо взрывобезопасное электрооборудование, англ. special mine explosion-proof  electrical equipment; нім. besonders schlagwettersichere elektrische Bergbauausrüstung f) — рудникове вибухозахищене електрообладнання, в якому по відношенню до рудникового вибухобезпечного електрообладнання прийняті додаткові заходи електрозахисту, які передбачені стандартами на види вибухозахисту. Р.о.е. призначене для застосування в очисних та підготовчих виробках крутих пластів, небезпечних за раптовими викидами вугілля, породи та газу, у виробках з низхідним струменем повітря з таких пластів, а також загазованому середовищі будь-яких шахт, небезпечних за газом та пилом.

## Рудникове електрообладнання в Україні
В Україні головною організацією по координації, проведенню досліджень для розробки, а також сертифікації Р.е. є Макіївський державний науково-дослідний інститут з безпеки робіт у гірничій промисловості (МакНДІ). Основна організація, яка займається розробкою вибухозахищеного та рудникового електрообладнання, а також сертифікацією вибухозахищеного електрообладнання, призначеного для всіх галузей промисловості, крім вугільної, є Український науково-дослідний та проектно-конструкторський і технологічний інститут вибухозахищеного і рудникового електрообладнання (УкрНДІВЕ), який має дослідно-експериментальне виробництво (м. Донецьк). Нормативно-технічною основою розробки та сертифікації рудникового електрообладнання є державні стандарти, що діють в Україні, які в основному узгоджені з Європейськими нормами (EN) та нормами Міжнародної електротехнічної комісії (МЕК). Дозвіл на допуск Р.е. для експлуатації в шахтах України видається органами Держнаглядохоронпраці України. Рудникове електрообладнання, яке виготовляється в Україні на експорт, сертифікується на предмет відповідності нормам EN та МЕК.
Вітчизняні заводи-виготівники рудникового електрообладнання: Торезький електротехнічний завод, Дослідно-експериментальний завод УкрНДІВЕ. Провідні зарубіжні фірми-виробники: Befra (Чехія), Apator (Польща), Bartec (Німеччина). «Кузбаселектромотор»(РФ).